# Avenue Émile-Bergerat
L'avenue Émile-Bergerat est une voie du 16e arrondissement de Paris, en France.

## Situation et accès
L'avenue Émile-Bergerat est une voie publique située dans le 16e arrondissement de Paris. Elle débute au 13, avenue du Recteur-Poincaré et se termine au 2-16, avenue Léopold-II.
Le quartier est desservi par la ligne 9 à la station Jasmin.

## Origine du nom

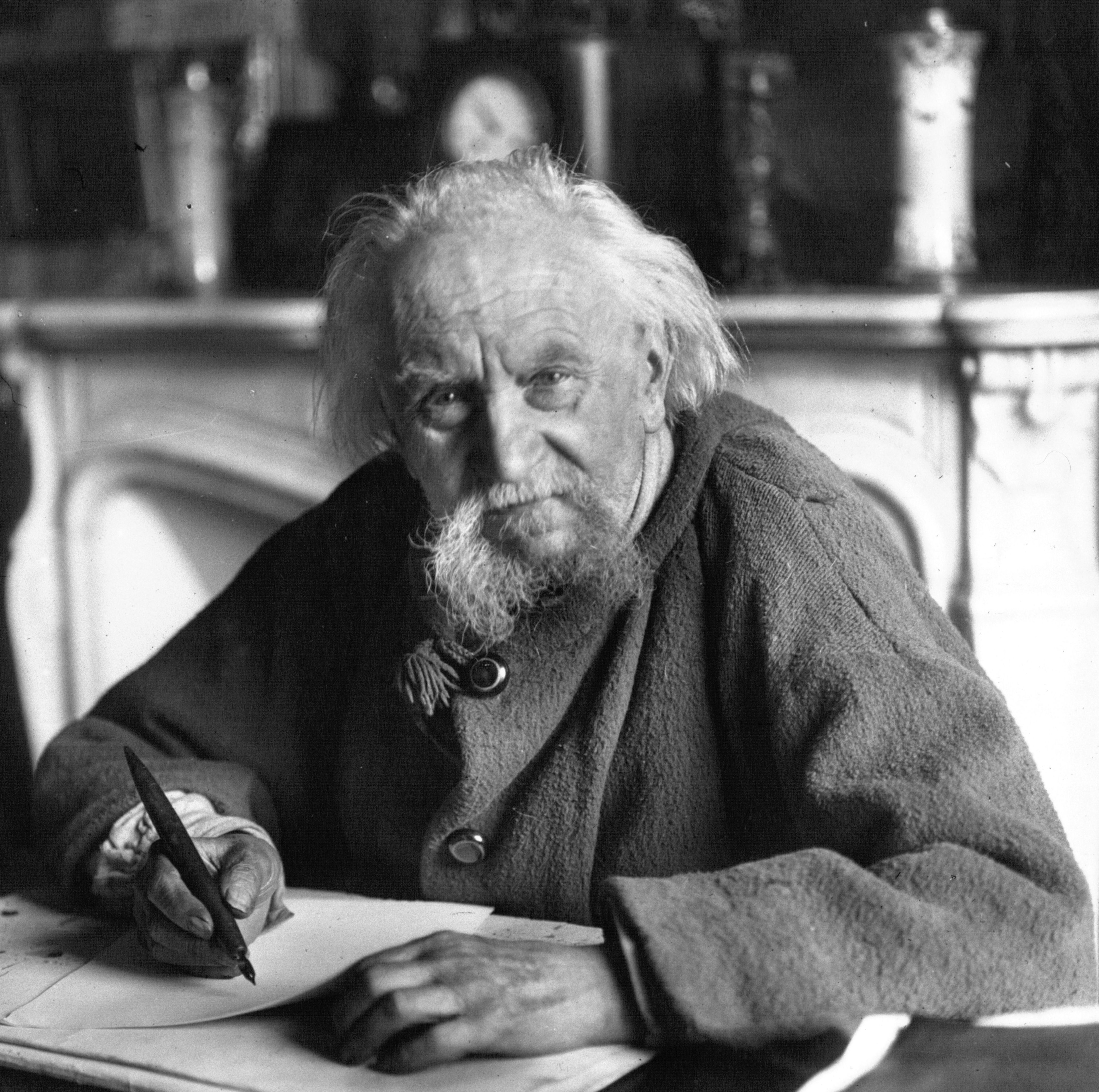
Émile Bergerat en 1919.

Elle porte le nom de l'écrivain Émile Bergerat (1845-1923).

## Historique
Cette voie est ouverte en 1928 sur les terrains de l'ancien couvent de l'Assomption et prend son nom actuel l'année suivante.

## Bâtiments remarquables et lieux de mémoire

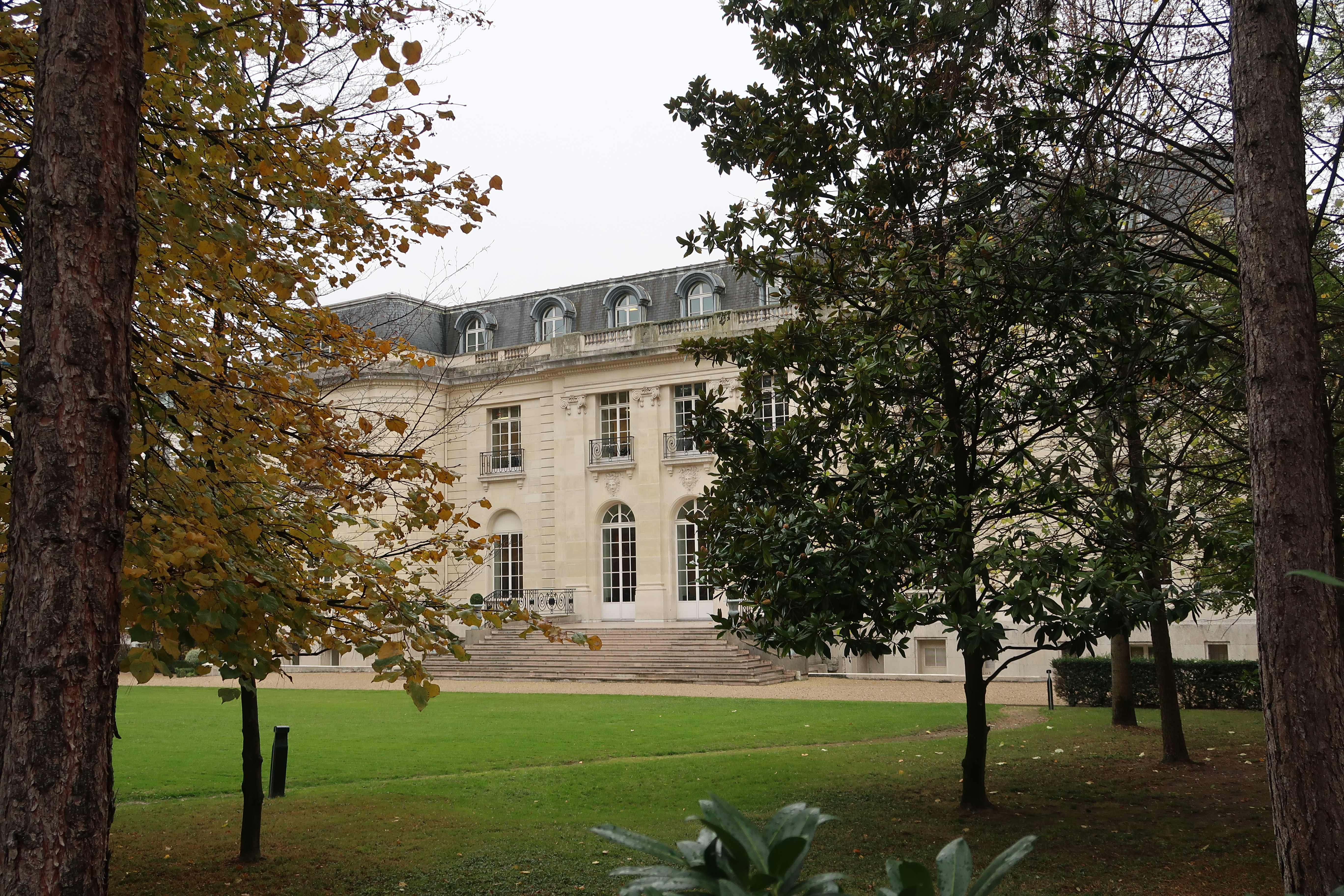
Pavillon Bourdan.

- Pavillon Bourdan. En 1960, il accueillait la Radiodiffusion française[1].